# Histon 2B
Das Histon 2B (H2B) ist eines der fünf Haupt-Histon-Proteine des Chromatins in eukaryotischen Zellen. Bestehend aus einer globulären Hauptdomäne und einem langen N-terminalen Ende, spielt es eine Rolle in der Struktur der Nukleosomen und somit der „Perlenschnur“-Struktur der Chromatinfäden.

## Andere Histon-Proteine
- H1
- H2A
- H3
- H4